# 贾沙乡
贾沙乡，是中华人民共和国云南省红河哈尼族彝族自治州个旧市下辖的一个乡镇级行政单位。

## 行政区划
贾沙乡下辖以下地区：
贾沙村、围墙村、普洒河村、他白村、丫洒底村、水塘村、陡岩村、克勒村、松云村、民云村和白云村。